# 水崎来夢
水崎 来夢（みずさき らいむ）は、日本の女性声優。主にアダルトゲームに声をあてている。

## 人物
小さい頃からお芝居の勉強が好きで、マンガや小説などなんでも目に入る文字を機会があれば声に出して読んでおり、10代の頃もマンガやアニメを通して自分で練習をしていたという。その後東京に出て養成所に入ってから本格的に勉強を始めた。
大人っぽい役を演じることが多いが、可愛い役やThe妹みたいなヒロインにも挑戦したいとのこと。

## 出演
太字はメインキャラクター。

### アダルトゲーム
2012年
- あえて無視するキミとの未来 〜Relay broadcast〜（御幸祥子[2]）
- ウィッチズガーデン
- 倉野くんちのふたご事情

2013年
- しろのぴかぴかお星さま（真舟詠美[3]）
- 夏の終わりのニルヴァーナ
- LOVESICK PUPPIES -僕らは恋するために生まれてきた-
- ミライセカイのプラネッタ（羽原みう[4]）
- お嬢様はご機嫌ナナメ
- レミニセンス
- BRAVA!!（花瀬あおい[5]）
- Berry's
- 真剣で私に恋しなさい! A-2
- グリムガーデンの少女-witch in gleamgarden-（ルナ[6]）
- 辻堂さんのバージンロード
- ひめごとユニオン 〜We are in the springtime of life!〜（九帖聖[7]）
- 妹のおかげでモテすぎてヤバい。（水梨美也[8]）

2014年
- 相州戦神館學園 八命陣（世良水希[9]）
- ひとなつの
- ハロー・レディ!（桂木空子[10]）
  - ハロー・レディ! -New Division-（桂木空子[11]）
- 放課後の不適格者（木霊奏[12]）
- ひめごとユニオン もーっとH！〜巻ノ一 九帖聖のいちゃラブな日常〜（九帖聖[13]）
  - ひめごとユニオン もーっとH！〜巻ノ四 ヒメリアのラブ盛りスイートアルバム〜（九帖聖）
- your diary+H

2015年
- ひめごとユニオン Last Secret（九帖聖[14]）
- 相州戦神館學園 万仙陣（世良水希[15]）
- 剣聖機 アルファライド（ティティス[16]）

2018年
- ハロー・レディ! -Superior Entelecheia-（桂木空子）

### 一般向ゲーム
- ハロー・レディ! -Superior Dynamis-（2017年、桂木空子）

### ドラマCD
- あえて無視するキミとの未来〜Relay broadcast〜 ドラマCD「キミとの未来は輝いて!」（御幸祥子）
- ひめごとユニオン ドラマCD「星見捕り物帳・天の巻」（2014年、九帖聖[17]）
- 相州戦神館學園 誅仙陣（2015年、世良水希[18]）

## ディスコグラフィ

### キャラクターソング
| 発売日        | 商品名                   | 歌                     | 楽曲                 | 備考                      |
| ------------- | ------------------------ | ---------------------- | -------------------- | ------------------------- |
| 2014年1月29日 | light Vocal collection V | 花瀬あおい（水崎来夢） | 「月薔薇のお姫さま」 | PCゲーム『BRAVA!!』挿入歌 |